# 阪下圭八
阪下 圭八（さかした けいはち、1927年11月23日 - 2012年）は、日本文学研究者、東京経済大学名誉教授。専門は古代日本文学。
東京生まれ。1950年、鎌倉アカデミア文学科卒業。1953年、法政大学文学部日本文学科卒業。1953年からの日本文学協会勤務を経て、1959年に法政大学文学部助手。1962年、法政大学大学院博士課程単位取得満期退学。西郷信綱に師事。1963年、東京経済大学専任講師。1966年、助教授を経て、1972年に教授。1998年、定年退職、名誉教授。

## 著書
- 初期万葉 1978.5 平凡社選書
- 歴史のなかの言葉 言葉のなかの歴史 朝日新聞社 1989.6 「ことばの散歩道 古事記からサラダ記念日まで」文庫
- 万葉集東歌・防人歌の心 2001.1 新日本新書
- 古事記の語り口 起源・命名・神話 笠間書院 2002.4
- 日本神話入門 『古事記』を読む 2003.11 岩波ジュニア新書